# 佐々木亮 (プロデューサー)
佐々木 亮（ささき りょう）は、日本のアニメプロデューサーである。テレビ東京所属。

## プロデュース作品
役職表記のない作品は、プロデューサーでの参加。
- ポケモン☆サンデー （2004年-2010年）途中から
- ポケットモンスター ダイヤモンド&パール （2006年-2010年） 第134話以降
- 遊☆戯☆王5D's（2008年-2011年）
- 10thアニバーサリー 劇場版 遊☆戯☆王 〜超融合!時空を越えた絆〜（2010年）
- ポケモンスマッシュ! （2010年-2013年）
- ポケットモンスター ベストウイッシュ（2010年-2012年）
  - ポケットモンスター ベストウイッシュ シーズン2 （2012年-2013年）
  - 劇場版ポケットモンスター ベストウイッシュ キュレムVS聖剣士 ケルディオ （2012年） アシスタントプロデューサー [1]
  - ポケットモンスター ベストウイッシュ シーズン2 エピソードN （2013年）
  - ポケットモンスター ベストウイッシュ シーズン2 デコロラアドベンチャー （2013年）
- 遊☆戯☆王ZEXAL （2011年-2012年）
  - 遊☆戯☆王ZEXAL II （2012年-2014年）
- 戦国コレクション （2012年）
- 獣旋バトル モンスーノ （2012年-2013年）
- 戦勇。 （2013年）
- ポケットモンスター XY（2013年-2014年）
- ポケモンゲット☆TV （2013年-2014年） アシスタントプロデューサー [2]
- ダイヤのA （2013年-2014年）
- テンカイナイト （2014年-）
- 遊☆戯☆王ARC-V （2014年-）